# Irene Mayer Selznick
Irene Mayer Selznick (n. 2 aprilie 1907 – d. 10 octombrie 1990) a fost o producătoare de teatru de origine americană.